# كتونة
الكتونة أو الأَلْْب هو ثوب أبيض بكمين ضَيقين يلبسه الخوري عند القدّاس؛ كما يعرف أيضاً باسم قميص الكاهن. يشتق تسميته في العربية من قماش الكتان الأبيض؛ أما في اللغات الأوروبية فهو مشتق من اللاتينية Albus، التي تعني أبيض.

## اقرأ ايضاً
- رداء الكاهن
- اللباس في المسيحية
- إستيخارة